# Anton Ludwig von Wagner
Anton Ludwig Wager, ab 1798 von Wagner,  (* 1725 in Bleckendorf; † 20. Februar 1805 in Ebertswalde) war ein deutscher Jurist und Kammerpräsident in Königsberg und Gumbinnen.

## Leben
Wagner war auf dem väterlichen Gut Bleckendorf bürgerlich geboren und aufgewachsen, absolvierte dann ab April 1743 an der Universität Helmstedt und seit 18. Mai 1746 an der Universität Halle ein Studium der Rechtswissenschaften. 1752 trat er in die Preußische Armee ein und diente im Siebenjährigen Krieg als Auditeur im Infanterieregiment v. Ramin. Nach dem Friedensschluss wurde er im Mai 1763 zum Kriegs- und Domänenrat in Stettin ernannt. Am 18. Januar 1770 avancierte Wagner zum zweiten und im Mai selben Jahres zum ersten Kammerdirektor in Königsberg. Er gehörte dann ab Mitte des Jahres 1772 vorübergehend der westpreußischen Klassifikationskommission an. Im September 1786 erhielt Wagner den Charakter eines Geheimen Kriegsrats. Als Nachfolger Karl Wilhelm von Schrötters erhielt er im April 1796 die Stellung des Kammerpräsidenten. Am 5. Juni 1798 wurde Wagner gemeinsam mit seinem Neffen Friedrich Heinrich Wilhelm von Wagner in den preußischen Adelsstand gehoben. Nach 50 Dienstjahren wurde er mit einer Pension i.H.v. 1200 Taler in den Ruhestand versetzt und beschloss sein Leben auf dem ostpreußischen Gut Ebertswalde.